# 자인 샤이토
자인 샤이토(아랍어: زين شعيتو, 영어: Zain Shaito, 1990년 10월 19일 ~ )는 레바논인 플뢰레 펜싱 선수로, 그는 여동생 모나 샤이토와 함께 런던에서 열린 2012년 하계 올림픽에서 레바논 대표로 펜싱에 출전하였다. 텍사스에서 자라고, 오하이오 주립 대학교를 다닌 샤이토는 레바논과 미국, 두개의 국적을 가지고 있다.
샤이토는 오하이오 주립대 펜싱팀의 일원으로 2012년 NCAA 펜싱 챔피언쉽의 남자 플뢰레 부문에서 우승하였다. 이 공로로 그는 2011-12 오하이오 주립대 올해의 남자 운동선수로 선정되었고, 펜싱 부문에서 이 상을 수상받은 두 번째 선수가 되었다. 2011년, 샤이토는 올-아메리칸 2군이었고, 중서부 지역 펜싱 대회에서 준우승을 차지하였다. 이후, 샤이토는 미국 대표가 되는 꿈을 버리고 레바논 대표로 메달에 도전하는 쪽으로 잡았다. 다음 올림픽이 열리는 2016년에 샤이토는 미국 국가대표 출전권을 놓고 경쟁할 것으로 전망되었다.